# Geert Van de Walle
Geert Vandewalle (Torhout, 6 december 1964 - Zulte, 26 november 1988) was een Belgisch wielrenner en werd Belgisch kampioen bij de amateurs in 1985. Onmiddellijk daarna tekende hij een contract bij Lotto waarvoor hij in 1986 en 1987 reed. In 1988 stapte hij over naar Isoglass-Robland.
Op 26 november 1988 overleed hij tijdens een voetbalwedstrijdje met collega-coureurs toen hij plotseling onwel werd en in elkaar stortte. Een hartaanval was de diagnose. Vandewalle stierf tien dagen voor zijn 24e verjaardag.

## Belangrijkste overwinningen
- Belgisch kampioen op de weg, Amateurs

## Grote rondes
Geen
Baeyens · Bomans · Dernies · Goessens · Haghedooren ·  Ilegems · Lieckens · Lurquin · Mannaerts · McKenzie · Nevens · Onnockx · Segers · Sergeant · Somers · Van De Vijver · Van de Walle ·  Van Eynde ·  Van Holen ·  Van Itterbeeck ·  Van Oyen
Bomans · Dernies · Goessens · Lieckens · Lurquin · Mannaerts · Nevens · Roes · Sergeant · Van De Vijver · Van de Walle ·  Van Eynde ·  Van Itterbeeck ·  Vekemans ·  Verdonck ·  Wijnant ·  Willems